# Onithochiton ashbyi
Onithochiton ashbyi is een keverslakkensoort uit de familie van de Chitonidae. De wetenschappelijke naam van de soort is voor het eerst geldig gepubliceerd in 1906 door Bednall & Matthews.